# نادي كوناهس كواي
نادي كوناهس كواي لكرة القدم (Connah's Quay Nomads Football Club) هو نادي كرة قدم ويلزي تأسس في سنة 1946 ويلعب حالياً في الدوري الويلزي الممتاز.

## سجل المشاركات الأوروبية
| الموسم  | المنافسة        | المرحلة               | الخصم     | نتيجة الإياب | نتيجة الذهاب | النتيجة الإجمالية |
| ------- | --------------- | --------------------- | --------- | ------------ | ------------ | ----------------- |
| 2016–17 | الدوري الأوروبي | الدور التأهيلي الأول  | ستابك     | 0–0          | 1–0          | 1–0               |
| 2016–17 | الدوري الأوروبي | الدور التأهيلي الثاني | فويفودينا | 1–2          | 0–1          | 1–3               |
| 2017–18 | الدوري الأوروبي | الدور التأهيلي الأول  |           |              |              |                   |

## وصلات خارجية
- الموقع الرسمي